# 水島道太郎
水島 道太郎（みずしま みちたろう、1912年1月20日 - 1999年3月23日）は、日本の映画俳優。東京市浅草区花川戸出身。

## 家族
- 山鳩くるみ（妻・宝塚歌劇団女優）
- 小林夕岐子（長女・東宝映画女優）

## 来歴・人物
浅草尋常小学校を卒業、早稲田実業学校に進むが中退する。エノケン一座、ムーランルージュ新宿座など軽演劇の舞台を経て、松竹下加茂撮影所で大部屋俳優として経験を積んだ後、1935年に大都映画へ入社、主演スターとして多くの映画に出演する。
1942年に大映で月丘夢路と共演した『新雪』が大ヒットし、大手の映画会社でもスターとなる。戦時中は大映で『肉弾挺身隊』『あなたは狙われている』等の戦争映画、防諜映画に主演、戦後は松竹でアクション映画『地獄の顔』（主題歌「夜霧のブルース」）がヒットし、美空ひばりの『牛若丸』では弁慶に扮した。
以降松竹、新東宝、日活など各社の現代劇・時代劇で1960年頃まで主演スターとして活躍した。時代劇では日活での『丹下左膳』三部作が代表作、現代劇では1952年の『上海帰りのリル』（新東宝）が有名である。
1961年、フリーとなる。以後は脇役に回り、東映や日活のヤクザ映画で悪役として凄味のある演技を見せた。1970年代からはTV時代劇を中心に活躍した。歌手としての活動もあり、晩年の主な活動となっている。1980年代以降は日本歌手協会主催の歌謡祭や「にっぽんの歌」（テレビ東京）へも出演。親交があったディック・ミネのヒット曲であり、自身の主演映画『地獄の顔』主題歌「夜霧のブルース」などを披露していた。
1999年3月23日午前11時22分、老衰のため死去。87歳没。

## 出演作品

### 映画
- 日の丸若衆（1931年、新興キネマ） - 益本一平
- 忠臣蔵（1937年、大都映画） - 岡野金右衛門
- 怪電波の戦慄（1939年、大都映画） - 黒衣の怪人
- 将軍と参謀と兵（1942年、日活） - 金井中尉
- 新雪（1942年、大映） - 蓑和田良太
- 重慶から来た男（1943年、大映） - 落合行介
- 肉弾挺身隊（1944年、大映）
- 街の野獣（1946年、松竹） - 竜吉
- 地獄の顔（1947年、松竹） - 西脇順三
- 長崎物語（1947年、松竹） - 村井直吉
- 明日は日本晴れ（1948年、えくらん社・東宝）
- 暁の追跡（1950年、新東宝） - 山口
- 高原の駅よさようなら（1951年、新東宝） - 野村俊雄
- 右門捕物帖　緋鹿の子異変（1952年、新東宝） - 佐太郎
- 上海帰りのリル（1952年、新東宝） - 山本謙吉
- 風の噂のリル（1952年、新東宝） - 眞田文吉
- 牛若丸（1952年、松竹） - 弁慶
- 清水次郎長伝（1952年、新東宝） - 追分三五郎
- 次郎長三国志シリーズ（1952年-1954年、東宝） - 小政
- ハワイの夜（1953年、新東宝） - 河合隆夫
- 野戦看護婦（1953年、新東宝） - 長井軍医中尉
- 忠臣蔵 花の巻・雪の巻（1954年、松竹） - 不破数右衛門
- 春色お伝の方　江戸城炎上（1954年、新東宝） - 黄昏の吉松
- 神州天馬侠（1954年、新東宝） - 龍巻四郎右衛門
- 和蘭囃子（1954年、新東宝） - 貝村谷五郎
- 猿飛佐助（1955年、日活） - 石川五右衛門
- 三っの顔つ（1955年、日活）- 志賀英治
- 丹下左膳 乾雲の巻（1956年、日活） - 丹下左膳
- 丹下左膳 坤龍の巻（1956年、日活） - 丹下左膳
- 丹下左膳 完結篇（1956年、日活） - 丹下左膳
- ドラムと恋と夢（1956年、日活）
- 復讐は誰がやる（1957年、日活） - ブランコの龍
- 最後の突撃（1957年、日活） - 主演・松下参謀
- 暗黒街の美女（1958年、日活） - 宮本
- 昼下りの暴力（1959年、日活） - 鈴木定夫
- 拳銃無頼帖 明日なき男（1960年、日活） - 辻堂
- 「13号待避線」より その護送車を狙え（1960年）
- 敵は本能寺にあり（1960年、松竹） - 斎藤内蔵助
- 幌馬車は行く（1960年、日活）
- 第三捜査命令 (1961年、松竹)
- 右門捕物帖 まぼろし燈籠の女（1961年、東映） - 平岩和泉
- やくざ判官（1962年、東映） - 原六之進
- めくら狼（1963年、東映京都）
- 人生劇場 飛車角（1963年、東映） - 奈良平
- 十三人の刺客（1963年、東映） - 佐原平蔵
- 宿無し犬（1964年、大映） - 青井喜六
- 昭和残侠伝（1965年、東映） - 岩佐徹造
- 昭和残侠伝 唐獅子牡丹（1966年、東映） - 左右田寅松
- 日本侠客伝 雷門の決斗（1966年、東映） - 風間東五郎
- 昭和残侠伝 血染の唐獅子（1967年、東映） - 聖天の五郎
- 続・組織暴力（1967年、東映）
- 裏切りの暗黒街（1968年、東映） - 松木常吉
- 緋牡丹博徒 一宿一飯（1968年、東映）
- 新網走番外地（1968年、東映） - 石津徹
- 地獄の破門状（1969年、日活）
- 無頼 殺せ（1969年、日活） - 松永政光
- 昭和やくざ系図 長崎の顔（1969年、日活） - 斉藤重作
- やくざ非情史 血の盃 (1969年、日活)
- 悪名一番勝負（1969年、大映） - 白石鉄之助
- 牡丹と竜（1970年、日活） - 猪熊伝七
- 殺し屋人別帳（1970年、東映） - 黒岩剛蔵
- 捨て身のならず者（1970年、東映） - 大和田
- 関東流れ者（1971年、日活） - 立花茂三郎
- 暴力団・乗り込み（1971年）
- 純子引退記念映画 関東緋桜一家（1972年、東映） - 河岸政
- 男の代紋（1972年、東映） - 岩藤市兵衛
- 女番長ゲリラ（1972年、東映） - 八田正剛
- 子連れ狼 死に風に向う乳母車（1972年、東宝） - 板倉内膳正
- 昭和残侠伝 破れ傘（1972年、東映） - 羽黒政太郎
- 山口組三代目（1973年、東映） - 古川松太郎
- 直撃! 地獄拳（1974年、東映） - 甲賀白雪斎
- 狭山裁判（1976年、東映） - 坂本部長
- 日本殉情伝 おかしなふたり ものくるほしきひとびとの群（1988年、アートリンクス） - 水城龍太郎
- せんせい（1989年、松竹） - おじいちゃん
- 浪人街（1990年、松竹） - 太兵衛

など

### テレビドラマ
- 松本清張シリーズ・黒い断層 第43・44回「反射」（1961年、TBS）
- 月曜日の男（1961年、TBS）
- 東芝日曜劇場（TBS）
  - 赤西蠣太（1961年）
  - 冬の感情（1962年）
- 近鉄金曜劇場 / 戦国無残（1964年、TBS）
- おれは大物（1964年、ABC / 松竹テレビ室）
- 青年同心隊 第13話「それでも虹を追う」（1965年、TBS）- 矢部八郎太
- 水戸黄門 第38話「風雲城の鬼」（1965年、TBS / 東伸テレビ映画） ※ブラザー劇場版
- ザ・ガードマン（TBS / 大映テレビ室）
  - 第69話「宝島は太陽の下に」（1966年）
  - 第223話「殺し屋四人 海を行く」（1969年）
- 三匹の侍（CX）
  - 第4シリーズ 第1話「吠えろ剣」（1966年） - 加地大作
  - 第5シリーズ 第15話「どぶねずみ」（1968年） - 村井甚九郎
  - 新三匹の侍 第4話「血しぶき賽の河原」（1970年） - 末広屋清蔵
- 太陽野郎（1967年、NTV / 東宝）
- 日本剣客伝 第1話「宮本武蔵」（1968年、NET / 東映）
- 絢爛たる復讐 第8話「燃えるバラ色の海」（1969年、NET / 東映）
- 無用ノ介 第13話「赤い月下の無用ノ介」（1969年、NTV / 国際放映） - 助川
- ゼロファイター（1969年、CX / 国際放映） - 矢代中尉　※1964年制作
- 水戸黄門（TBS / C.A.L）
  - 第1部 第32話「水戸の白梅 -水戸-」（1970年3月9日） - 森田図書
  - 第2部 第8話「竹とんぼ -八戸-」（1970年11月16日） - 坂根塔十郎
  - 第4部 第19話「七人の暗殺者 -三戸-」（1973年5月28日） - 笹丹波
  - 第5部
    - 第2話「仇討ち甲州路 -青梅-」（1974年4月8日） - 伊奈半左衛門
    - 第14話「妖怪の仇討 -姫路-」（1974年7月1日） - 本多内膳

  - 第6部 第23話「あっぱれ武士道 -尾張-」（1975年9月1日） - 柴田大炊
  - 第7部 第14話「八兵衛殿様五万石 -横手-」（1976年8月23日） - 柴田源左衛門
  - 第9部  - 小野塚兵衛
    - 第1話「北国への旅立ち -水戸-」（1978年8月7日）
    - 第10話「風雲久保田城 -秋田-」（1978年10月9日）
    - 第13話「黄門様の泥棒ごっこ -長岡-」（1978年10月30日）

  - 第11部  - 石原外記
    - 第1話「密命おびた逃亡者 -水戸-」（1980年8月18日）
    - 第6話「奇祭・化け物まつりの対決 -鶴岡-」（1980年9月22日）

  - 第13部 第21話「身替り八兵衛お殿様 -唐津-」（1983年3月7日） - 富田左内
  - 第14部 第1話「水戸黄門 -水戸・江戸-」（1983年10月31日） - 柴田弥左衛門
- 大岡越前（TBS / C.A.L）
  - 第3部 第22話「血ぬられた密書」（1972年11月13日） - 松平左近将監
  - 第5部 第23話「裁けなかった恋の道」（1978年7月10日） - 片山茂八郎
- 江戸を斬る 梓右近隠密帳（TBS / C.A.L）
  - 第10話「辻斬り将軍」（1973年） - 土井大炊頭
  - 第16話「悲願の直訴状」（1974年） - 土岐甲斐守
  - 第25話「反乱前夜」（1974年） - 土井大炊頭
- 隠密剣士（荻島真一版） 第1話「隠密剣士誕生」、第5話「赤目忍法 双忍くずし」（1973年、TBS） - 洞然
- けんか安兵衛 第24話「浅き夢見し」（1974年、KTV） - 源右衛門
- プレイガールQ 第4話「エデンの熟れた果実」（1974年、12ch / 東映） - 平岡
- 江戸を斬るII （TBS / C.A.L）
  - 第14話「危うし紫頭巾」（1976年2月9日） - 相模屋政五郎
  - 第27話「陰謀の嵐」（1976年5月10日） - 土井大炊頭利位
  - 第28話「天保の夜明け」（1976年5月17日） - 土井大炊頭利位
- ベルサイユのトラック姐ちゃん 第10話「どうして裸で誘拐するの?」（1976年、NET / 東映） - 中上竜造
- 伝七捕物帳 第153話「仇情け 浮世のからくり」（1977年、NTV）- 長崎屋
- 新選組始末記（1977年、TBS） - 宮部鼎造
- 破れ傘刀舟 悪人狩り 第131話「さらば刀舟 江戸の街」（1977年、NET / 三船プロ） - 水野忠篤
- 達磨大助事件帳 第23話「地獄への落し穴」（1978年、ANB / 前進座 / 国際放映） - 水野仁左衛門
- 新・木枯し紋次郎 第26話「お百度に心で詫びた紋次郎」（1978年、12ch / C.A.L） - 清兵衛
- 柳生一族の陰謀 第13話「南海の女狐」（1978年、制作：関西テレビ放送・東映、放映：FNS） - 伊集院頼母
- 破れ新九郎 第15話「盗人宿の女」（1979年、ANB / 中村プロ） - 加助
- 吉宗評判記 暴れん坊将軍 （テレビ朝日、ANB / 東映）
  - 第58話「江戸一番!桜おどり」（1979年） - 吾助
  - 第146話「ああ! 成敗涙あり」（1981年） - 日向一心斉
- ザ・ハングマンII 第28話「影との対決 ハングマン散る!」（1982年、ABC / 松竹芸能） - 大室寛治郎
- 男なら!（1979年、TBS）
- 新五捕物帳 第56話「恨みは残る三味の糸」（1979年、NTV / ユニオン映画） - 砂利徳
- あんちゃん 第4話「お寺は、ギャルであふれた!」（1982年、NTV / ユニオン映画）
- 松平右近事件帳 第2話「花の吉原花魁殺し」（1982年、NTV / ユニオン映画）- 秋坂弾正
- 遠山の金さん（ANB / 東映）　※高橋英樹版
  - 第1シリーズ 第33話「戦慄! 十五発の殺人爆裂弾」（1982年）
  - 第1シリーズ 第55話「華麗なる追跡! 三味線お蝶」（1983年）
- 時代劇スペシャル / 隠密くずれ（4） 変幻くの一 黄金城の秘密（1983年、CX / 東映） - 奥村
- 花王名人劇場 / 寝ぼけ署長（4） 悪徳弁護士編（1984年、KTV）
- 水曜グランドロマン / 奥能登心中行（1990年、NTV）
- 静寂の声 乃木希典・静子の生涯（1990年、ABC）

など